# Ève cherche un père
Pour plus de détails, voir Fiche technique et Distribution.
Ève cherche un père est un franco-italien réalisé par Mario Bonnard, sorti en 1933.

## Synopsis
Une jeune orpheline doit épouser le fils d'un général, qui tient absolument à connaître son père. Elle demande à un homme de jouer le rôle de ce père.

## Fiche technique
- Réalisation : Mario Bonnard
- Scénario : Yvan Noé
- Musique : Cesare A. Bixio, Giulio Bonnard
- Producteur : Seymour Nebenzal
- Sociétés de production : César Films, GAI et Prima Film
- Lieu de tournage : Italie
- Pays de production :  France Royaume d'Italie
- Format : Noir et blanc — Son mono
- Genre : Comédie
- Durée : 75 minutes
- Date de sortie : 
  - France : 22 décembre 1933

## Distribution
- Jean-Pierre Aumont : Jacques de la Motte
- Assia Noris : Ève
- Charles Dechamps : Lucien de Mentiguan
- Gaston Dupray : Léon du Lac
- Christiane Ribes : Teresa
- Georges Tréville : Le Général de la Motte